# 埃克塞洛 (密蘇里州)
埃克塞洛（英語：Excello）是位於美國密蘇里州梅肯縣的普查規定居民點。

## 歷史
埃克塞洛的郵局自1869年營運至今。

## 人口
根據2020年美國人口普查的數據，埃克塞洛的面積為0.89平方千米，皆為陸地。當地共有人口61人，而人口密度為每平方千米68.54人。